# Плешивец (Болгария)
Плешивец (болг. Плешивец) — село в Болгарии. Находится в Видинской области, входит в общину Ружинци. Население составляет 252 человека.

## Политическая ситуация
В местном кметстве Плешивец, в состав которого входит Плешивец, должность кмета (старосты) исполняет Тодор Георгиев Тодоров (независимый) по результатам выборов правления кметства.
Кмет (мэр) общины Ружинци — Венцислав Томов Ванков (коалиция в составе 2 партий: Болгарская социалистическая партия (БСП), Движение за права и свободы (ДПС)) по результатам выборов в правление общины.